# Who Can You Trust?
Albums de Morcheeba
Big Calm
Who Can You Trust? est le premier album du groupe Morcheeba sorti le 24 septembre 1996. Cet album, entièrement écrit (paroles et musique) par les trois membres du groupe, fut immédiatement un gros succès et installa Morcheeba sur la scène internationale.

## Liste de titres
| No  | Titre              | Durée |
| --- | ------------------ | ----- |
| 1.  | Moog Island        | 5:21  |
| 2.  | Trigger Hippie     | 5:31  |
| 3.  | Post Houmous       | 1:48  |
| 4.  | Tape Loop          | 4:42  |
| 5.  | Never an Easy Way  | 6:41  |
| 6.  | Howling            | 3:40  |
| 7.  | Small Town         | 5:09  |
| 8.  | Enjoy the Wait     | 1:07  |
| 9.  | Col                | 4:07  |
| 10. | Who Can You Trust? | 8:56  |
| 11. | Almost Done        | 6:38  |
| 12. | End Theme          | 2:27  |

## Musiciens
- Skye Edwards : chant
- Ross Godfrey : guitares, lap stell, basse, synthétiseur, piano
- Paul Godfrey : percussions
- Pete Norris : programmation